# Az Év Főépítésze díj
Az Év Főépítésze díjat Nagykanizsa megyei jogú város és az Országos Főépítészi Kollégium alapította 2000-ben, elismerve ezzel a főépítészi tevékenységet, az önkormányzati, állami (területi) főépítészek munkáját.
A díj első alkalommal a Nagykanizsán 2000 augusztusában megrendezett V. Országos Főépítészi Konferencián került átadásra, majd a következő konferenciákon minden évben.
A díj odaítélésére írásbeli javaslat alapján kerül sor. Javaslatot bármely főépítész, önkormányzati és hivatali vezető vagy bármely szakmai és önkormányzati szervezet ill. szövetség tehet. 

## Díjazottak

### Az év főépítésze
- 2016 - András István okl. építészmérnök, Balatonfüred város főépítésze és Varga Csaba okl. építészmérnök Nagymaros város  főépítész
- 2007 - Salamin Ferenc okl. építészmérnök, Szerencs város és Zebegény község főépítésze
- 2006 - Béres István okl. építészmérnök, Gyula város főépítésze
- 2005 - Virányi István okl. építészmérnök, Marcali város főépítésze az Országos Főépítészi Kollégium elnöke
- 2004 - Sáros László DLA okl. építészmérnök, Jászberény város főépítésze
- 2003 - Bodonyi Csaba DLA okl. építészmérnök Tokaj város főépítésze és Körmendy János Győr-Moson-Sopron megye ny. főépítésze
- 2002 - Gömöry János és Dr. Sersliné Kócsi Margit
- 2001 - Philipp Frigyes Vác főépítésze és dr. L. Szabó Tünde DLA Somogy megye főépítésze
- 2000 - Szilágyi István Szombathely nyugalmazott főépítésze és Zábránszkyné Pap Klára az FVM Főépítészi Titkárságának vezetője

### Főépítészi Életmű díj
- 2016 - Rátkai Attila okl. építészmérnök Eger megyei jogú város főépítésze
- 2006 – Dr. Schneller István okl. építészmérnök, Budapest főváros főépítésze
- 2005 - Filippinyi Gábor okl. építészmérnök, Debrecen m. j. város ny. főépítésze
- 2004 - Beniczky Péter okl. építészmérnök, Fejér megye ny. főépítésze